# Scardamia seminigra
Scardamia seminigra är en fjärilsart som beskrevs av Louis Beethoven Prout 1925. Scardamia seminigra ingår i släktet Scardamia och familjen mätare. Inga underarter finns listade.